# Lijst van Nederlandse deelnemers aan de Olympische Winterspelen van 1936
Dit is een lijst van Nederlandse deelnemers aan de Winterspelen van 1936 in Garmisch-Partenkirchen.
| Olympiër                            | Sport       | Onderdeel                                   | Ervaring |
| ----------------------------------- | ----------- | ------------------------------------------- | -------- |
| Ben Blaisse                         | schaatsen   | 500 meter                                   | debutant |
| Lou Dijkstra                        | schaatsen   | 500 meter 1500 meter 5000 meter 10000 meter | debutant |
| Sam Dunlop                          | bobsleeën   | tweemansbob                                 | debutant |
| Willem Gevers                       | bobsleeën   | tweemansbob                                 | debutant |
| Roelof Koops                        | schaatsen   | 1500 meter 5000 meter 10000 meter           | debutant |
| Jan Langedijk                       | schaatsen   | 500 meter 1500 meter 5000 meter 10000 meter | debutant |
| Dolph van der Scheer                | schaatsen   | 500 meter 1500 meter 5000 meter 10000 meter | debutant |
| Gratia Schimmelpenninck van der Oye | alpineskiën | combinatie                                  | debutant |